# المزورية
المزورية هي قبیلة كردية تقطن مناطق أقصى شمال كردستان العراق فی محافظتی اربیل (قضاء میرگەسور) و دهوک (قضاء الشیخان). كانوا يعيشون إلى الغرب من مرگوار(غرب بحيرة أرومية). وهي واحدة من أقدم القبائل الكردية في كردستان. ذكرها شرف خان شمس الدين البدليسي لأول مرة في كتابه شرف نامة عام 1597. كما ذكرها أوليا جلبي في كتابه عن السفر بعنوان سياحت نامه ("كتاب السفر") عام 1638، وذكرها مارك سايكس عام 1909، كما ذكرها المؤرخ الكردي محمد أمين زكي في كتابه (كرد وكردستان) عام 1931. استقر معظمهم في محافظتي أربيل ودهوك. بندرو وستوبي هي من أكبر وأهم القرى التي يسكنها المزوريين.